# Jalžićev slijepac
Jalžićev slijepac (latinski: Anophthalmus jalzici) hrvatska je endemična vrsta koja pripada rodu Anophthalmus.

## Vanjske poveznice
- Anophthalmus jalzici Daffner, 1996, BioLib
- Anophthalmus jalzici Daffner, 1996, Fauna Europaea
- Anophthalmus jalzici Daffner, 1996, Encyclopedia of Life